# Volker Büdts
Volker Büdts (* 11. Juli 1972 in Mönchengladbach) ist ein deutscher Film- und Theaterschauspieler.

## Leben
Volker Büdts machte 1991 am Stiftischen Humanistischen Gymnasium in Mönchengladbach sein Abitur, absolvierte den Zivildienst und begann danach ein Studium der Sprachheilpädagogik an der Universität zu Köln. Nach seinem Vordiplom wechselte er zur Schauspielerei und begann ab 1994 eine Schauspielausbildung an der Schauspielschule der Keller in Köln. 1998 schloss er seine Schauspielausbildung mit der Bühnenreifeprüfung ab und arbeitet seitdem als freier Schauspieler für Film, Fernsehen und Theater.
Während seiner Schauspielausbildung spielte er bereits Rollen in Der Menschenfeind und Leonce und Lena. Später folgten Theaterrollen in Das Herz eines Boxers am Comedia Theater in Köln (2001) und in Tod eines Handlungsreisenden am Theater im Bauturm in Köln (2003). 2004 spielte er an der Comödie Bochum unter der Regie von Jochen Schroeder in der Komödie Liebe auf den ersten Trick. 2006 spielte er beim Rose-Theegarten-Ensemble in Köln in Die heilige Johanna der Schlachthöfe.
Mit Markus Maria Profitlich und Roland Riebeling hatte er bei SAT1 eine durchgehende Rolle in den Comedy-Serien Mensch Markus und 3einViertel, sowie mehrere Auftritte in der SAT1-Comedy-Serie Weibsbilder. Mit Profitlich ging er mit einem Best-of-Mensch-Markus-Programm 2005 auch auf Tournee.
In Siegfried, einer Persiflage auf die Nibelungen-Sage von Sven Unterwaldt und Tom Gerhardt, spielte er 2005 den Bösewicht Hagen von Tronje. Während der Dreharbeiten lernte er Daniela Wutte kennen und heiratete sie. Das Paar hat zwei Söhne (* 2008, * 2012) und lebt in Köln.

## Filmografie (Auswahl)
- 2001: Die Kumpel (Fernsehserie)
- 2002: Zwischen den Sternen (Fernsehfilm)
- 2002: Zwei Engel auf Streife (Fernsehserie)
- 2003–2005: Mensch Markus
- 2004: Nikola
- 2005: Siegfried
- 2005: SOKO Leipzig
- 2007: 3 ein Viertel (Comedyserie)
- 2008: Lea
- 2008: Tatort: Müll
- 2008–2009: Mensch Markus
- 2010: Danni Lowinski
- 2015: Heldt (Fernsehserie, Folge Junkie)
- 2016: Wilsberg: Mord und Beton
- 2020: SOKO Köln (Fernsehserie, Folge Tod eines Elefanten)